# إمي (ملكة)
إمي أو إيمي، هي ملكة مصرية قديمة غير حاكمة أو أم ملك، عاشت خلال الأسرة الحادية عشرة، وهي أم الملك منتوحتب الرابع.
ولا يعرف عن هذه الملكة الشيء الكثير، فقد ذكرت في نقوش ابنها الملك منتوحتب الرابع في منطقة وادي حمامات الخاصة ببعثه بعثة لهذا المكان للإتيان بحجارة لصناعة تابوت له.
وهي النقوش التي نقشها له وزيره أمنمحات الذي أصبح فيما بعد هو الملك أمنمحات الأول مؤسس الأسرة الثانية عشرة.
ومن ألقاب هذه الملكة يمكن استنباط أنها لم تكن من دم ملكي فلم تلقب بأخت الملك ولا ابنة الملك بل فقط الأم الملكية، مما قد يشير إلى أنها كانت زوجة ثانوية لأحد الملوك، ولم يذكر قط اسم زوجها أبي الملك منتوحتب الرابع في النقوش المكتشفة حتى الآن، وإن كان بعض العلماء يعتقدون أنه الملك منتوحتب الثالث.